# 의사소통 이상
의사소통 이상(communication deviance, CD)은 화자(speaker)가 청자(listener)에게 혼란스럽고 비논리적인 발화 패턴으로 의사전달이 제대로 되지 않는 것을 말한다. 이러한 혼란은 모호한 언어 참조(vague linguistic reference), 모순된 진술(contradictory statement)에서 비언어적 문제부터, 순서 주고받기(turn-taking)에서의 종합적인 비언어적 문제에 이르게 된다.
용어는 1963년 리먼 와인(Lyman Wynne)과 마가렛 싱어(Margaret Singer)가 조현병(schizophrenia) 환자 아동의 부모 간 의사소통 유형을 설명하기 의하여 처음 고안하였다. 와인에 의하면, 사람은 유년기에 사람과의 상호작용, 특히 부모와의 상호작용으로부터 시작하는 외부 자극으로부터 주의를 집중하고 의미를 규정한다. 가족 의사소통에서, 가족구성원들이 다른 구성원을 인식하거나 긍정하는 방식, 혹은 과업 수행(task performance) 가운데에서 의사소통 이상이 나타난다.
최근 한 메타분석(meta-analysis)에서는 의사소통 이상이 조현병 환자 부모에게서 높게 나타나며, 채택 연구(adoption study)들에서는 부모 중 한쪽 의사소통 이상과 자식의 사고장애(thought disorder)와의 유의미한 관계를 규명하였다. 그러나 의사소통 이상이 자식들의 인지능력에 영향을 끼치는 기제는 구체적으로 밝혀지지 않았다. 일부 연구자들은, 상호간 어떤 전제(premise)에 의하여 발송자(sender)와 수신자(receiver)가 서로 말하거나 경청하지 않는 양태를 보이는 부모의 자기중심적 의사소통(egocentric communication)의 경우, 아이는 불확실성(uncertainty)이 커지게 된다고 본다.
조현병 환자 가족이 보이는 위상호성(僞相互性, 혹은 거짓상호성, 가성친밀성, pseudo-mutuality, 가족 간에 의견·견해가 달라 생기는 갈등을 무시하는 형태의 관계), 위적대성(僞敵對性, 혹은 거짓적대성, 가성적대성, pseudo-hostility, 표면적으로 갈등하고 적대적이지만 내면에는 서로 친밀감을 갖고 있는 관계), 분파와 왜곡(schism and skew) 등의 의사소통 이상과 역할에 대하여 정신의학자이자 정신분석학자인 리먼 와인과 시어도어 리츠(Theodore Lidz)가 수행한 연구는 '체계-의사소통(systems-communications)' 성향의 이론가나 치료사들에게도 영향력을 끼치고 있다.

## 같이 보기
- 사고장애
  - 무논리증
- 순서 주고받기
- 위상호성
- 위적대성
- 조현병